# Phan Thị Ngọc Tươi
Phan Thị Ngọc Tươi (sinh năm 1956) là một nữ Anh hùng lực lượng vũ trang nhân dân, sĩ quan cao cấp của lực lượng Công an nhân dân Việt Nam, hàm Đại tá. Bà là người đã dùng máu của mình viết lên tường xà lim của nhà tù Trung tâm Thẩm vấn Kiến Hòa hai câu thơ bất hủ: "Xương ta gãy để nối liền Nam Bắc / Máu ta rơi cho bộ đội trưởng thành". Bà là một cựu biệt động nổi tiếng, nguyên mẫu của một trong những Nữ biệt động Sài Gòn trong phim Biệt động Sài Gòn.

## Xuất thân
Phan Thị Ngọc Tươi sinh năm 1956 bên dòng sông Hàm Luông, Bến Tre trong một gia đình có truyền thống cách mạng. Cha và anh trai là liệt sỹ, mẹ cũng thoát ly đi kháng chiến.

## Anh hùng tuổi thiếu niên
Khi mới hơn 13 tuổi (1969), bà đã xin các chú, các anh cho vào cứ  tham gia chiến đấu để trả thù nhà. Không ít các anh, các chị trong cứ nhìn bà với con mắt e ngại trước vóc dáng của một cô bé tóc còn đang buộc túm đuôi gà. Nhưng chỉ sau một thời gian ngắn huấn luyện cấp tốc, với tinh thần miệt mài học tập không kể ngày đêm, bà không chỉ nắm vững các kỹ thuật về sử dụng vũ khí, bom mìn... mà tư thế tác phong cũng chững chạc hẳn lên. Bà chính thức trở thành chiến sỹ của đơn vị T30 An ninh tỉnh Bến Tre có nhiệm vụ tìm diệt những tên ác ôn, những đồn bốt địch gây nhiều nợ máu với nhân dân, tạo điều kiện cho cách mạng phát triển.
Trận đánh đầu tiên của bà là trận dùng lựu đạn tiêu diệt 5 tên an ninh quân đội ngụy (trong đó có 1 tên Đại úy) khi chúng đang tụ tập ăn uống tại thị trấn Mỏ Cày. Một tháng sau bà dùng mìn hẹn giờ diệt 3 tên cố vấn Mỹ tại sân bay Tân Thành trước khi chúng chuẩn bị đi gây tội ác. Tiếp, một tuần sau đó lúc 18 giờ ngày 4/4/1969, bà lại mang mìn vào tận sân bay diệt tiếp 7 tên giặc lái.
Đặc biệt tháng 4/1969, bà nhận lệnh phải tiêu diệt bằng được tên Đại úy Mười ác ôn đã gây nhiều nợ máu với nhân dân  và cách mạng. Suốt một tháng tiếp cận tên Đại úy trong vai một nữ sinh xinh đẹp đài các, con nhà quyền quý. Qua vài lần "từ chối", bà nhận lời đi chơi cùng  tên ác ôn hám gái. Ngày 5/5/1969, bà "nhận lời" bước lên xe của tên ác ôn cùng với giỏ quà, bên trong đựng trái mìn hẹn giờ và một khẩu súng ngắn.
Theo kế hoạch, bà sẽ cho nổ quả mìn hẹn giờ tại thị xã Mỹ Tho; nhưng để làm oai với người đẹp, tên ác ôn không dừng ở Mỹ Tho mà cho xe chạy thẳng về Sài Gòn, một nơi bà chưa hề đặt chân tới. Tuy đơn thương độc mã giữa TP Sài Gòn nhưng với lòng dũng cảm, mưu trí và ý chí quyết tâm diệt ác, bà đã cho nổ quả mìn hẹn giờ trên xe Jeep tiêu diệt tên Đại uý ác ôn và an toàn trở về với đồng đội. Không kịp nghỉ ngơi, ngay sáng hôm sau tại đồn Bến Lở bên sông Hàm Luông, bà lại dùng một quả mìn định hướng tiêu diệt 17 tên lính nguỵ trong lúc chúng đang tập trung chuẩn bị đi càn gây nợ máu.
Chiến công nối tiếp chiến công đã làm cho cô bé Tươi tuy chỉ mới 15 tuổi nhưng đã là một chiến sĩ  quả cảm, đầy mưu trí. Liên tiếp những năm 1970-1971, sau Mậu Thân 1968, Mỹ nguỵ điên cuồng đánh phá, gây cho ta nhiều tổn thất, nhất là vùng đồng bằng sông Cửu Long. Không để cho bọn địch tác oai tác quái, đơn vị T30 nhận lệnh phải điều nghiên đánh vào lực lượng giang thuyền và trung tâm chiến tranh tâm lý của địch. Ngày 12/11/1970, bà chỉ huy một tổ đánh sập chốt cảnh sát trên bộ và 4 ngày sau dùng mìn hẹn giờ diệt 5 tên lính giang thuyền. Một ngày cuối năm cũng dùng mìn hẹn giờ, bà đánh sập một góc trụ sở ty thông tin chiêu hồi, tiêu diệt 3 tên và làm 2 tên khác bị thương...
Cuối năm 1971, bà được bố trí ra Hà Nội dự Đại hội anh hùng Chiến sỹ thi đua toàn quốc. Nhưng vì không thể bỏ đồng đội lúc chiến trận nên bà kiên quyết xin ở lại tham gia chiến đấu.
Năm 1972, phối hợp với các chiến trường, đơn vị T30 được lệnh tấn công tiêu diệt Trung tâm thẩm vấn Kiến Hòa, nơi thi hành các đòn tra tấn dã man của bọn cảnh sát nguỵ, bà được giao nhiệm vụ chỉ huy trận đánh kiêm chỉ huy (8 chiến sỹ chia làm 3 mũi tấn công). Trận chiến đấu dù được chuẩn bị chu đáo, nhưng do lực lượng của ta ít (8 đồng chí nhưng chia làm 3 tiểu đội, mỗi tiểu đội từ 2 tới 3 đồng chí) nên khi bị địch huy động lực lượng bao vây, với cương vị chỉ huy, bà đã quyết định ở lại chặn địch để đồng đội rút lui, vượt khỏi vòng vây an toàn. Riêng bà bị bắt tại chỗ khi quả lựu đạn cuối cùng trên tay rơi xuống nhưng không nổ, lúc này bà mới vừa tròn 16 tuổi.

## Kiên cường trong ngục tù Mỹ Ngụy
Bị bắt, kẻ thù dùng nhiều thủ đoạn tra tấn dã man hòng làm nhụt ý chí của cô bé Tươi, nhưng chúng phải bó tay trước ý chí kiên trung bất khuất của người chiến sỹ cách mạng nhỏ tuổi. Một lần, khi giặc hùng hổ bẻ tay bà trước mặt đồng đội (trước mặt giặc, đồng đội coi như người xa lạ), bà thốt lên hai câu thơ, sau đó bà lấy máu mình viết lên tường xà lim của nhà tù: 
| “ | Xương ta gãy để nối liền Nam Bắc Máu ta rơi cho bộ đội trưởng thành. | ” |

Hai câu thơ đó đã cổ vũ anh em giữ vững chí khí cách mạng.
Năm 1972, địch thành lập Trung tâm cải huấn thiếu nhi Đà Lạt, thực chất là nơi giam giữ các chiến sĩ cách mạng nhỏ tuổi ở khắp miền Nam, hòng tra tấn, giam cầm và làm nhụt ý chí của những chiến sỹ đang ở tuổi vị thành niên. Phan Thị Ngọc Tươi là một trong hơn 600 tù nhân của trung tâm này.
Tại đây, để làm nhụt ý chí của những chiến sỹ nhỏ tuổi, bọn quản giáo, cai ngục không từ một hành động dã man nào như đánh đập, trói buộc, bắt nhịn ăn, dội nước lạnh vào người trong cái rét căm căm của Đà Lạt... Nhưng những tù nhân nhỏ đã đoàn kết chống chào cờ, chống khủng bố, có những chiến sĩ đã tự mổ bụng phản đối chế độ hà khắc của bọn cai ngục; tổ chức đánh cảnh cáo những tên cai ngục ác ôn và tiến hành vượt ngục để trở về tiếp tục chiến đấu. Phan Thị Ngọc Tươi là một trong những chiến sĩ kiên trung ấy. Nhà tù thiếu niên Đà Lạt đã được công nhận là di tích lịch sử cách mạng và tập thể được phong tặng danh hiệu Anh hùng lực lượng vũ trang nhân dân.

## Sau khi đất nước thống nhất
Hiệp định Paris 1973 được ký kết, buộc địch phải trả tự do cho bà nhưng chúng đưa về quê để quản thúc, mặc dù khắp người bà còn đầy thương tích. Nhận được tin, đơn vị đã tổ chức giải thoát cho bà và đưa ra vùng giải phóng.
Đất nước giải phóng, trên trận tuyến mới, Phan Thị Ngọc Tươi lao vào học tập văn hóa để đáp ứng yêu cầu nhiệm vụ mới. Sau 8 năm miệt mài đèn sách, bà đã tốt nghiệp Đại học An ninh (năm 1983), rồi Đại học báo chí (năm 2000). Trước khi nghỉ hưu, bà là Phó ban Hành chính của Báo Công an Thành phố Hồ Chí Minh.
Với những chiến công xuất sắc trong chiến đấu, với ý chí kiên cường, kiên trung luôn giữ vững khí tiết của người chiến sỹ trong tù ngục, năm 2010 Đại tá Phan Thị Ngọc Tươi vinh dự được Nhà nước phong tặng danh hiệu Anh hùng lực lượng vũ trang nhân dân - phần thưởng cao quý, ghi nhận công lao đóng góp xứng đáng của bà trong công cuộc đấu tranh giải phóng đất nước của nhân dân ta. Anh hùng, Đại tá Phan Thị Ngọc Tươi còn có một người chị ruột – Đại tá Nguyễn Thị Minh Hiền, nguyên là Phó trưởng Công an Quận 5, Thành phố Hồ Chí Minh cũng là Anh hùng lực lượng vũ trang nhân dân.